# Sing Again—無名歌手戰
《Sing Again－無名歌手戰》（：／）為韓國JTBC推出的綜藝節目。世界上各處有許多無名的歌手，或是曾經曇花一現但也已經被遺忘的歌手，以及雖然是實力者卻沒遇見好的時機出道的歌手，這些需要「再一次」機會的歌手們，透過節目幫助他們再度站在大家的面前，屬於新概念的重生選秀節目。

## 節目概要
- 《Sing Again》是幫助未能走出世界的無名歌手、曾經很紅但現在已被忘記的悲運歌手，與正在活動中但遇上錯誤時代的實力者，這些需要「再一次」機會的歌手們，再次站在大眾面前的新概念重啟試鏡節目，現在已收到多樣的實力派音樂人們的報名。
- 世界上各處有許多無名的歌手，或是曾經曇花一現但也已經被遺忘的歌手，以及雖然是實力者卻沒遇見好的時機出道的歌手，這些需要「再一次」機會的歌手們，透過節目幫助他們再度站在大家的面前，屬於新概念的重生選秀節目。
- 為幫助沒能被世界所知道的無名歌手，曾經風光但現在卻被遺忘的悲運歌手，遇上錯誤的時代的業餘實力者等，需要「再一次」機會站在大眾面前的歌手們所製作的新概念重啟試鏡節目，特別是節目由2020年上半年重新召喚楊俊日、太四子、zaza 等歌手引起「Newtro」風潮的《Sugar Man 3》尹賢俊 CP (執行製作) 與金學民 PD (節目總監) 執導的節目，更是引起大眾的關注。
- 《Sugar Man 3》中完美地重新召喚被遺忘的歌手，帶來溫暖感動與笑容的製作組表示：「(新節目) 會成為那些夢想著『如果我能再有一次機會』的人希望與重起的舞台，《Sing Again》會將所有參加者們的故事一一珍貴地收錄。」，鼓勵志願者參加，而《Sing Again》不管性別、國籍、(音樂) 類型，只要是發行過一張專輯 (單曲包含) 的人都可以報名，在官方網站下載報名表後，拍攝自己的歌曲與最有自信的歌曲後電郵給製作組就可以。

## 評審團
| 姓名   | 姓名 | 出生日期 （年齡） | 職業                                       | 備註  |
| 漢字   | 諺文 | 出生日期 （年齡） | 職業                                       | 備註  |
| ------ | ---- | ----------------- | ------------------------------------------ | ----- |
| 柳喜烈 |      | 1971年4月19日     | 歌手、主持人、作曲家、音樂製作人           | 團長  |
| 全仁權 |      | 1954年9月30日     | 搖滾樂團野菊花主唱                         | [ a ] |
| 金鍾辰 |      | 1962年12月19日    | 搖滾樂團春夏秋冬成員                       | [ a ] |
| 李仙姬 |      | 1964年11月11日    | 歌唱家                                     |       |
| 金伊娜 |      | 1979年4月27日     | 作詞家                                     |       |
| 李海利 |      | 1985年2月14日     | Davichi成員                                |       |
| 圭賢   |      | 1988年2月3日      | Super Junior成員、歌手、主持人、音樂劇演員 |       |
| 宣美   |      | 1992年5月2日      | 歌手、詞曲作家                             |       |
| 宋旻浩 |      | 1993年3月30日     | WINNER成員、詞曲作家                       |       |

### 備註
1. ↑  全仁權對連續的拍攝感到有壓力，第一輪比賽中途就退出評委席，由金鐘辰頂替他擔任評委[5]。

## 賽程
- 歌手進場自己抽取號碼牌，並站到自己認為所屬的組別區域，組別分為民間高手、OST、選秀最強者、Sugar Men、真無名、獨當一面六組。
- 第一輪分組生存戰：歌手表演後，評委按下Again燈評價表演，三個燈以下則被淘汰，四至五個燈則待定，六個燈以上則進入下一輪比賽，每位評委有一次Super Again的機會可以救回淘汰者
- 第二輪分組對抗戰：由評委替歌手分組，再抽籤兩組兩組進行淘汰賽，評委就兩組的表演按燈，燈數少則被淘汰，被淘汰的組別至少有一人會被淘汰
- 第三輪對手賽: 由評委替歌手分組進行比賽，評委就兩組的表演按燈，燈數多則進入下一輪比賽，燈數少則進入待定區
- 第四輪Top10決定賽:由李昇基抽籤決定演唱順序，每5人為一組，分為三組。歌手演唱完，評委按下Again燈評價表演，每組前三名進入Top10，剩下兩名進入敗部復活賽，最後再選出一名

## 參賽者
| 編號 | 分組       | 姓名                 | 韓文                                   | 背景資料 | 階段   | 階段   | 階段   | 階段   | Top 10 | Top 10 | 備註                                               |
| 編號 | 分組       | 姓名                 | 韓文                                   | 背景資料 | 第一輪 | 第二輪 | 第三輪 | 第四輪 | 半決賽 | 決賽   | 備註                                               |
| ---- | ---------- | -------------------- | -------------------------------------- | --- | ------ | ------ | ------ | ------ | ------ | ------ | -------------------------------------------------- |
| 01   | 選秀最強者 | Venti                | 벤티 배근석                            | - The Voice of Korea S1 - HOWL. BE(創作團隊)成員 - 벤티/배근석 （页面存档备份，存于）頻道 - Venti的Instagram帳戶                                 | 通過   | 淘汰   | 不適用 | 不適用 | 不適用 | 不適用 |                                                    |
| 02   | Sugar Man  | Jisun 黃智宣         | 황지선                                 | - 狂戀樂團 前主唱 - JISUN HOLIC （页面存档备份，存于）頻道 - Jisun的Instagram帳戶                                                                | 通過   | 淘汰   | 不適用 | 不適用 | 不適用 | 不適用 |                                                    |
| 03   | 真無名     | 金亨泰               | 김형태                                 | | 淘汰   | 不適用 | 不適用 | 不適用 | 不適用 | 不適用 |                                                    |
| 04   | 選秀最強者 | Zingo                | 징고                                   | - SuperKidd （页面存档备份，存于）主唱 - 징고나라 （页面存档备份，存于）頻道                                                                     | 淘汰   | 不適用 | 不適用 | 不適用 | 不適用 | 不適用 |                                                    |
| 05   | Sugar Man  | Sonya 金孫熙         | 소냐 김손희 （页面存档备份，存于）     | - 音樂劇演員 - 神秘音樂秀：蒙面歌王第十二代歌王                                                                                                  | 淘汰   | 不適用 | 不適用 | 不適用 | 不適用 | 不適用 |                                                    |
| 06   | 民間高手B  | NoA                  | 노아                                   | - 看見你的聲音S5 E2(想白智英認可的長久短久) | 淘汰   | 不適用 | 不適用 | 不適用 | 不適用 | 不適用 |                                                    |
| 07   | 民間高手A  | K-Hunter 金南赫      | 케이헌터 김남혁 （页面存档备份，存于） | - Namhyuk_Official （页面存档备份，存于）頻道 | 淘汰   | 不適用 | 不適用 | 不適用 | 不適用 | 不適用 |                                                    |
| 08   | 個人       | 金智妍               | 김지연                                 | - yeonmincoverInstagram帳戶 - YEONMINcover （页面存档备份，存于）                                                                                | 淘汰   | 不適用 | 不適用 | 不適用 | 不適用 | 不適用 |                                                    |
| 09   | 選秀最強者 | Yerim Sohn           | 손예림 （页面存档备份，存于）          | - Super Star 3 （页面存档备份，存于） - 손예림 Yerim Sohn （页面存档备份，存于）頻道 - 손예림的Instagram帳戶                                     | 淘汰   | 不適用 | 不適用 | 不適用 | 不適用 | 不適用 |                                                    |
| 10   | 民間高手B  | 金駿徽               | 김준휘                                 | - 看見你的聲音S3 E1(狎鷗亭許道士) - 김준휘TV （页面存档备份，存于）頻道 - 金駿徽的Instagram帳戶                                                  | 通過   | 通過   | 通過   | 通過   | 淘汰   | 不適用 | 第三輪李海利使用Super Again                        |
| 11   | 個人       | So Jung 李昭政       | 이소정                                 | - Ladies' Code第一主唱 - 소정의 선물 SOJUNG （页面存档备份，存于）頻道 - 李昭政的Instagram帳戶                                                   | 通過   | 通過   | 通過   | 通過   | 通過   | 第4名  |                                                    |
| 12   | 選秀最強者 | Elly O               | 엘리 오                                | - The Voice 澳洲 - Elly Oh （页面存档备份，存于）頻道                                                                                            | 淘汰   | 不適用 | 不適用 | 不適用 | 不適用 | 不適用 |                                                    |
| 13   | 民間高手B  | 張秀彬               | 장수빈                                 | - Wyne （页面存档备份，存于）頻道 | 淘汰   | 不適用 | 不適用 | 不適用 | 不適用 | 不適用 |                                                    |
| 14   | 選秀最強者 | Lee Michelle         | 이미쉘 （页面存档备份，存于）          | - K-pop Star 1TOP5 - 嘻哈民族S2 - Lee Michelle的Instagram帳戶                                                                                    | 通過   | 淘汰   | 不適用 | 不適用 | 不適用 | 不適用 |                                                    |
| 15   | 民間高手A  | Gemstone 柳韓潔      | 젬스톤 유한결                          | - gemstone젬스톤 （页面存档备份，存于）頻道 | 淘汰   | 不適用 | 不適用 | 不適用 | 不適用 | 不適用 |                                                    |
| 16   | 選秀最強者 | 李恩雅 Lee En Ha     | 이은아                                 | - The Voice of Korea S1 - 隱藏歌手S4 E11 - 노래하는이은아 （页面存档备份，存于）頻道                                                             | 淘汰   | 不適用 | 不適用 | 不適用 | 不適用 | 不適用 |                                                    |
| 17   | 個人       | Yun 韓承倫           | 윤 한승윤                              | - LUNAFLY主唱 - Yuniverse 한승윤 （页面存档备份，存于）頻道 - 韓承倫的X（前Twitter） - 韓承倫的Instagram帳戶                                     | 通過   | 通過   | 通過   | 淘汰   | 不適用 | 不適用 |                                                    |
| 18   | OST        | 申旼澈               | 신민철                                 | - 티맥스 T-MAX成員 - 《Paradise》(花樣男子 OST) - 申旼澈的Instagram帳戶                                                                          | 通過   | 淘汰   | 不適用 | 不適用 | 不適用 | 不適用 | 第一輪圭賢使用Super Again                          |
| 19   | 民間高手A  | 李民觀               | 이민관                                 | - Fantastic Duo 2E3-4(大田雞籠山大力水手) - 이민관 （页面存档备份，存于）頻道 - 이민관的Instagram帳戶                                            | 通過   | 通過   | 淘汰   | 不適用 | 不適用 | 不適用 |                                                    |
| 20   | 選秀最強者 | 李正權               | 이정권                                 | - 鮭魚匠人(外號) - 幻影歌手S3 - 이정권 （页面存档备份，存于）頻道 - 이정권的Instagram帳戶                                                        | 通過   | 通過   | 通過   | 通過   | 通過   | 第5名  |                                                    |
| 21   | Sugar Man  | 陳元 Jin Won         | 진원                                   | - 演員兼歌手 - 진상남 브라더스 （页面存档备份，存于）頻道 - 진원的Instagram帳戶                                                                  | 通過   | 淘汰   | 不適用 | 不適用 | 不適用 | 不適用 |                                                    |
| 22   | 民間高手B  | 金英恩 Kim Young En  | 김영은                                 | - 김영은TV （页面存档备份，存于）頻道 | 通過   | 淘汰   | 不適用 | 不適用 | 不適用 | 不適用 |                                                    |
| 23   | 選秀最強者 | 崔藝根               | 최예근 （页面存档备份，存于）          | - KPOP STAR 2 （页面存档备份，存于） - Choiyeguen최예근 （页面存档备份，存于）頻道 - 崔藝根的Instagram帳戶                                       | 通過   | 通過   | 通過   | 通過   | 淘汰   | 不適用 |                                                    |
| 24   | OST        | 金亨燮               | 김형섭 （页面存档备份，存于）          | - 아름다운콘서트 木頭自行車 （页面存档备份，存于）成員 - 《我對於你,你對於我》(假如愛有天意 OST)                                                 | 淘汰   | 不適用 | 不適用 | 不適用 | 不適用 | 不適用 |                                                    |
| 25   | 民間高手B  | Kim Gerji            | 김거지                                 | - kimgerji （页面存档备份，存于）頻道 | 淘汰   | 不適用 | 不適用 | 不適用 | 不適用 | 不適用 |                                                    |
| 26   | 民間高手A  | 徐永周               | 서영주                                 | - Nerd Connection主唱/吉他手 - Nerd Connection （页面存档备份，存于）頻道 - Nerd Connection的Instagram帳戶 - Nerd Connection的Facebook專頁       | 通過   | 通過   | 通過   | 淘汰   | 不適用 | 不適用 |                                                    |
| 27   | OST        | Taru 金敏英          | 타루 김민영 （页面存档备份，存于）     | - TaruVEVO （页面存档备份，存于）頻道 | 淘汰   | 不適用 | 不適用 | 不適用 | 不適用 | 不適用 |                                                    |
| 28   | Sugar Man  | Jundoy               | 준다이                                 | - 레이지본 Lazy Bone （页面存档备份，存于）主唱 - LAZYBONE OFFICIAL레이지본 （页面存档备份，存于）頻道                                           | 通過   | 淘汰   | 不適用 | 不適用 | 不適用 | 不適用 | 第一輪金鍾辰 （页面存档备份，存于）使用Super Again |
| 29   | 民間高手B  | 鄭弘壹               | 정홍일                                 | - 바크하우스 BARKHOUSE成員 - 정홍일 RED-ONE TV （页面存档备份，存于）頻道 - 정홍일的Instagram帳戶                                                | 通過   | 通過   | 通過   | 通過   | 通過   | 第2名  | 第二輪李仙姬使用Super Again                        |
| 30   | 真無名     | 李承允               | 이승윤                                 | - 알라리깡숑 Alary-Kansion主唱 - Alary-Kansion 알라리깡숑 （页面存档备份，存于）頻道 - 이승윤 （页面存档备份，存于）頻道 - 이승윤的Instagram帳戶 | 通過   | 通過   | 通過   | 通過   | 通過   | 第1名  |                                                    |
| 31   | 民間高手B  | WH3N                 | 웬                                     | - wh3nInstagram帳戶 | 淘汰   | 不適用 | 不適用 | 不適用 | 不適用 | 不適用 |                                                    |
| 32   | 民間高手A  | 415 張仁泰 趙炫勝    | 사이로                                 | - 조현승 JO HYUN SEUNG - 장인태 JANG IN TAE - 사이로_official （页面存档备份，存于）頻道 - 사이로的Instagram帳戶                                 | 通過   | 通過   | 通過   | 淘汰   | 不適用 | 不適用 |                                                    |
| 33   | Sugar Man  | Youme 吳有美         | 유미 오유미                            | - 유미스타 （页面存档备份，存于）頻道 - 유미的Instagram帳戶                                                                                      | 通過   | 通過   | 通過   | 通過   | 淘汰   | 不適用 |                                                    |
| 34   | 民間高手B  | 李允燦               | 이윤찬                                 | | 淘汰   | 不適用 | 不適用 | 不適用 | 不適用 | 不適用 |                                                    |
| 35   | 民間高手B  | 羅美秋               | 로미추                                 | | 淘汰   | 不適用 | 不適用 | 不適用 | 不適用 | 不適用 |                                                    |
| 36   | Sugar Man  | The Ray              | 더레이                                 | - THE RAY l 더레이짱 （页面存档备份，存于）頻道                                                                                                  | 淘汰   | 不適用 | 不適用 | 不適用 | 不適用 | 不適用 |                                                    |
| 37   | 個人       | 泰浩 金台祜          | 태호 김태호                            | - IMFACT主領舞、領唱 - TAEHO_official （页面存档备份，存于）頻道 - 泰浩的Instagram帳戶                                                           | 通過   | 通過   | 通過   | 通過   | 淘汰   | 不適用 |                                                    |
| 38   | 真無名     | 權敏河               | 권민하                                 | - 권민하하하 （页面存档备份，存于）頻道 | 淘汰   | 不適用 | 不適用 | 不適用 | 不適用 | 不適用 |                                                    |
| 39   | 民間高手A  | 趙延浩               | 조연호                                 | - 조연호예요 （页面存档备份，存于）頻道 | 淘汰   | 不適用 | 不適用 | 不適用 | 不適用 | 不適用 |                                                    |
| 40   | 選秀最強者 | 千丹菲               | 천단비 （页面存档备份，存于）          | - Super Star K 7 （页面存档备份，存于）亞軍 - 천단비 Cheon danbi （页面存档备份，存于）頻道 - 千丹菲的Instagram帳戶                              | 通過   | 通過   | 淘汰   | 不適用 | 不適用 | 不適用 |                                                    |
| 41   | 選秀最強者 | 李泰權               | 이태권 （页面存档备份，存于）          | - 偉大的誕生 （页面存档备份，存于）亞軍 - Stimm Media Industry （页面存档备份，存于）頻道                                                        | 淘汰   | 不適用 | 不適用 | 不適用 | 不適用 | 不適用 |                                                    |
| 42   | OST        | JuB 周備 金恩英      | 주비 김은영 （页面存档备份，存于）     | - Sunny Hill前成員JuB 周備，演員兼歌手 - 《撲通撲通》(最佳愛情 OST) - 은영 티비 （页面存档备份，存于）頻道 - 金恩英的Instagram帳戶               | 通過   | 通過   | 淘汰   | 不適用 | 不適用 | 不適用 |                                                    |
| 43   | 民間高手A  | 金相宇               | 김상우                                 | - 신촌 블루스 Shinchon Blues （页面存档备份，存于）主唱                                                                                          | 淘汰   | 不適用 | 不適用 | 不適用 | 不適用 | 不適用 |                                                    |
| 44   | 民間高手B  | 道允                 | 도윤                                   | - TROT歌手 - 劉三絲《合井站五號出口》MV主角 | 淘汰   | 不適用 | 不適用 | 不適用 | 不適用 | 不適用 |                                                    |
| 45   | 真無名     | 尹雪夏               | 윤설하                                 | - 김창완과 꾸러기들 金昌完與淘氣鬼們前吉他手 | 通過   | 淘汰   | 不適用 | 不適用 | 不適用 | 不適用 |                                                    |
| 46   | OST        | 李賢燮               | 이현섭 （页面存档备份，存于）          | - NovaSonic （页面存档备份，存于）、노이즈일레븐、N.EX.T （页面存档备份，存于）成員 - 《My Love》(峇里島的日子 OST)                              | 淘汰   | 不適用 | 不適用 | 不適用 | 不適用 | 不適用 |                                                    |
| 47   | OST        | Yoari 姜美珍         | 요아리 강미진 （页面存档备份，存于）   | - 《出現(Female Ver.)》(秘密花園 OST) - 요아리 Yoari （页面存档备份，存于）頻道 - Yoari的Instagram帳戶                                           | 通過   | 通過   | 通過   | 通過   | 通過   | 第6名  |                                                    |
| 48   | 民間高手B  | 姜孝俊               | 강효준                                 | - 看見你的聲音S5 E7(建設現場餐廳工讀生) - 강효준 KangHyoJun （页面存档备份，存于）頻道                                                           | 淘汰   | 不適用 | 不適用 | 不適用 | 不適用 | 不適用 |                                                    |
| 49   | 民間高手A  | 金鎮雄 Kim Jong Eon  | 김진웅                                 | - 와이키키 브라더스 （页面存档备份，存于）成員 - 예레미 Jeremy主唱 - VOCALIST김진웅 음악의 맛 （页面存档备份，存于）頻道 - 김진웅的Instagram帳戶 | 通過   | 通過   | 淘汰   | 不適用 | 不適用 | 不適用 |                                                    |
| 50   | Sugar Man  | 尹英雅 Yoon Young Ah | 윤영아                                 | - 1991年KBS青少年創作歌謠節得獎者 - 윤영아TV미니데이트 （页面存档备份，存于）頻道                                                                | 通過   | 通過   | 淘汰   | 不適用 | 不適用 | 不適用 |                                                    |
| 51   | 真無名     | Soo Yeony            | 수연이                                 | - 수연이 (손수연)Instagram帳戶 - 수연이Soo Yeony頻道 （页面存档备份，存于）                                                                      | 淘汰   | 不適用 | 不適用 | 不適用 | 不適用 | 不適用 |                                                    |
| 52   | 民間高手A  | Taylor Lim 林秀研    | 임수연 （页面存档备份，存于）          | - 周炫美女兒 - Taylor Lim임수연 （页面存档备份，存于）頻道 - 임수연的Instagram帳戶                                                               | 通過   | 淘汰   | 不適用 | 不適用 | 不適用 | 不適用 |                                                    |
| 53   | 個人       | 鄭淵朱               | 정현주                                 | - P.O.P領唱 | 淘汰   | 不適用 | 不適用 | 不適用 | 不適用 | 不適用 |                                                    |
| 54   | Sugar Man  | Nah Deul 朴永烈      | 나들 박영렬 （页面存档备份，存于）     | - 일기예보 天氣預報 （页面存档备份，存于）成員                                                                                                   | 通過   | 淘汰   | 不適用 | 不適用 | 不適用 | 不適用 |                                                    |
| 55   | OST        | 河珍 (本名:鄭珍河)   | 하진 정진하 （页面存档备份，存于）     | - 림하라 LIMHARA成員 - 《We all lie》(Sky Castle OST) - K-indie Girl Group LIMHARA （页面存档备份，存于）頻道 - 河珍的Instagram帳戶              | 通過   | 通過   | 通過   | 淘汰   | 不適用 | 不適用 |                                                    |
| 56   | 真無名     | Darin 申紹熙         | 다린 신소희 （页面存档备份，存于）     | - DARIN MUSIC AREA （页面存档备份，存于）頻道 - Darin的Instagram帳戶                                                                             | 通過   | 淘汰   | 不適用 | 不適用 | 不適用 | 不適用 |                                                    |
| 57   | 真無名     | colon:D              | 은로디                                 | - 콜론디 (:D) （页面存档备份，存于）頻道 | 淘汰   | 不適用 | 不適用 | 不適用 | 不適用 | 不適用 |                                                    |
| 58   | 真無名     | EUNLIM               | 은림                                   | - EUNLIM은림 （页面存档备份，存于） | 淘汰   | 不適用 | 不適用 | 不適用 | 不適用 | 不適用 |                                                    |
| 59   | Sugar Man  | ChoA 許敏真          | 초아 허민진 （页面存档备份，存于）     | - Crayon Pop成員 - 초아시티ChoaCity크레용팝초아 （页面存档备份，存于）頻道 - ChoA的Instagram帳戶                                                 | 通過   | 通過   | 通過   | 淘汰   | 不適用 | 不適用 |                                                    |
| 60   | 民間高手A  | Budung               | 버둥                                   | - Budung버둥 （页面存档备份，存于）頻道 - Budung的Instagram帳戶                                                                                  | 通過   | 淘汰   | 不適用 | 不適用 | 不適用 | 不適用 |                                                    |
| 61   | Sugar Man  | 成泰                 | 성태                                   | - 포스트맨성태 （页面存档备份，存于）頻道 | 淘汰   | 不適用 | 不適用 | 不適用 | 不適用 | 不適用 |                                                    |
| 62   | OST        | 趙恩                 | 조은                                   | | 淘汰   | 不適用 | 不適用 | 不適用 | 不適用 | 不適用 |                                                    |
| 63   | 真無名     | 李茂珍               | 이무진                                 | - 나는 이무진이다 （页面存档备份，存于）頻道 - 이무진的Instagram帳戶                                                                             | 通過   | 通過   | 通過   | 通過   | 通過   | 第3名  |                                                    |
| 64   | 選秀最強者 | 崔高恩 Gonne Choi    | 최고은 （页面存档备份，存于）          | - 최고은 Gonne Choi （页面存档备份，存于）頻道 - 崔高恩的Instagram帳戶                                                                           | 通過   | 淘汰   | 不適用 | 不適用 | 不適用 | 不適用 |                                                    |
| 65   | Sugar Man  | Namoo                | 나무                                   | - 안녕바다 Bye Bye Sea （页面存档备份，存于）成員 - 안녕바다 / byebyesea （页面存档备份，存于）頻道                                              | 淘汰   | 不適用 | 不適用 | 不適用 | 不適用 | 不適用 |                                                    |
| 66   | 選秀最強者 | 文惠媛               | 문혜원 （页面存档备份，存于）          | - 뷰렛 Biuret （页面存档备份，存于）主唱 - 문혜원 moonhey1 （页面存档备份，存于）頻道                                                            | 淘汰   | 不適用 | 不適用 | 不適用 | 不適用 | 不適用 |                                                    |
| 67   | 個人       | J.Min 申旼情         | 제이민 신민정 （页面存档备份，存于）   | - Tiny-G隊長、主唱 - Hi민죠이 （页面存档备份，存于）頻道 - J.Min的Instagram帳戶                                                                  | 通過   | 通過   | 淘汰   | 不適用 | 不適用 | 不適用 |                                                    |
| 68   | 真無名     | 劉利蘭               | 유이란                                 | - Vocal Yuiran （页面存档备份，存于）頻道 | 通過   | 淘汰   | 不適用 | 不適用 | 不適用 | 不適用 |                                                    |
| 69   | 民間高手B  | Soya 金少夜          | 소야 김소야                            | - Soya N'sun成員 - SOYA Official （页面存档备份，存于）頻道 - Soya的Instagram帳戶                                                                | 通過   | 通過   | 淘汰   | 不適用 | 不適用 | 不適用 |                                                    |
| 70   | 民間高手A  | 朴京煥               | 박경환                                 | - 재주소년 才州少年 （页面存档备份，存于）成員 - afternoon records （页面存档备份，存于）頻道 - 才州少年的Instagram帳戶                          | 通過   | 淘汰   | 不適用 | 不適用 | 不適用 | 不適用 |                                                    |
| 71   | 真無名     | 禹智媛               | 우지원                                 | - 헤일 HAIL成員 - HAIL헤일 （页面存档备份，存于）頻道 - 우지원의 1일1곡 （页面存档备份，存于）頻道 - 우지원的Instagram帳戶                       | 通過   | 淘汰   | 不適用 | 不適用 | 不適用 | 不適用 | 第一輪金伊娜使用Super Again                        |

## 最終排名
| 最終排名 | 參賽者       |
| -------- | ------------ |
| 第一名   | 李承允       |
| 第二名   | 鄭弘壹       |
| 第三名   | 李茂珍       |
| 第四名   | 李昭政       |
| 第五名   | 李正權       |
| 第六名   | Yoari 姜美珍 |

## 優勝者後續活動
JTBC Studio已與Show PLAY娛樂簽訂經紀與演唱會合約。
- Showplay將在今後1年時間裡負責《Sing Again》Top3的經紀管理，Top3還將發表新歌等，以音樂領域為中心展開活動。
- Showplay將為已經進入到決賽階段的TOP10舉辦“Sing Again TOP10韓國巡迴演唱會”，演唱會預計3月到7月之間舉辦，不僅有節目中播出過的感動現場，還為觀眾們準備了全新的舞台。
- Top3將4月2日起固定出演JTBC新綜藝《有名歌手戰》，與有名歌手一起展現的合作舞台。

## 收視率
- 以下紀錄《Sing Again》節目收視，收視最低的集數以藍色表示，收視最高的集數以紅色表示，而空格則表示該集的收視沒有相關數據。

| 1          | 2020/11/16 | 3.165%  | 4 | 1 | 3.570%  |
| 2          | 2020/11/23 | 5.416%  | 2 | 1 | 5.575%  |
| 3          | 2020/11/30 | 7.131%  | 1 | 1 | 7.762%  |
| 4          | 2020/12/07 | 6.914%  | 1 | 1 | 8.251%  |
| 5          | 2020/12/14 | 7.545%  | 1 | 1 | 8.884%  |
| 6          | 2020/12/21 | 7.248%  | 2 | 1 | 8.115%  |
| 7          | 2021/01/04 | 6.241%  | 3 | 2 | 7.382%  |
| 8          | 2021/01/11 | 8.450%  | 1 | 1 | 9.451%  |
| 9          | 2021/01/18 | 8.221%  | 1 | 1 | 9.027%  |
| 10         | 2021/01/25 | 8.516%  | 1 | 1 | 9.437%  |
| 11         | 2021/02/01 | 10.062% | 1 | 1 | 11.753% |
| 12         | 2021/02/08 | 10.010% | 1 | 1 | 11.591% |
| 平均收視率 | 平均收視率 | 7.410%  |   |   | 8.400%  |
| Bonus      | 2021/02/15 | 4.880%  | 4 | 3 | 5.997%  |

### 引見
1. ↑  Jessica. . Kpopn. 2020-05-29  [2020-12-12]. （原始内容存档于2022-02-16） （中文（繁體））.
2. ↑  Erin. . 韓星網. 2020-07-30  [2020-12-12]. （原始内容存档于2022-04-16） （中文（繁體））.
3. ↑  MiJimin. . 韓星網. 2020-10-20  [2020-12-12]. （原始内容存档于2022-04-23） （中文（繁體））.
4. ↑  Jessica. . Kpopn. 2020-10-23  [2020-12-12]. （原始内容存档于2022-04-16） （中文（繁體））.
5. ↑  . 韩娱汇. 2020-11-26  [2020-12-22]. （原始内容存档于2022-02-16） （中文（简体））.
6. ↑  . 韩娱汇. 2021-02-04  [2021-02-16]. （原始内容存档于2022-02-16） （中文（简体））.
7. ↑   [電視收視數據表] (Daum).   [2021-01-12]. （原始内容存档于2021-12-07） （韩语）.
8. ↑   [每日收視數據表] (AGB).   [2020-12-15]. （原始内容存档于2017-05-13） （韩语）.

## 外部連結
- JTBC官方網站 （页面存档备份，存于）
- Sing Again-DAUM （页面存档备份，存于）
- Sing Again Youtube （页面存档备份，存于）
- ShowPLAY 娛樂 Instagram
- ShowPLAY Sing Again Instagram